# 完颜阿喜
完颜阿喜，金朝宗室、将领，女真族，完颜氏。
完颜阿喜喜欢学问。袭任父亲北京路筈柏山猛安，听讼明决，为众人所信爱。因其廉能，历任彰国军节度副使、上京留守判官、同知速频路节度使，改为归德军节度使，海州刺史、邳州刺史，都兼任总押军马。击败攻打宿迁的南宋统领刘文谦。击败戚春、夏兴国舟兵万余人。升任镇国上将军，为元帅左监军纥石烈执中前锋。渡过淮河击破宝应县、天长县，还师，升任同知归德府事，改润州防御使，完颜永济大安二年（1210年），改华州防御使，升任镇南军节度使。金宣宗贞祐二年（1214年），改知大名府，历任马军都提控、横海、安化军节度使、宣差山东路左翼都提控、知济南府事，沁南节度使、河南统军使，兼昌武军节度使。